# Dlouhá Ves u Sušice
Dlouhá Ves (deutsch Langendorf) ist eine Gemeinde in Tschechien. Sie liegt vier Kilometer südlich von Sušice und gehört zum Okres Klatovy.

## Geographie

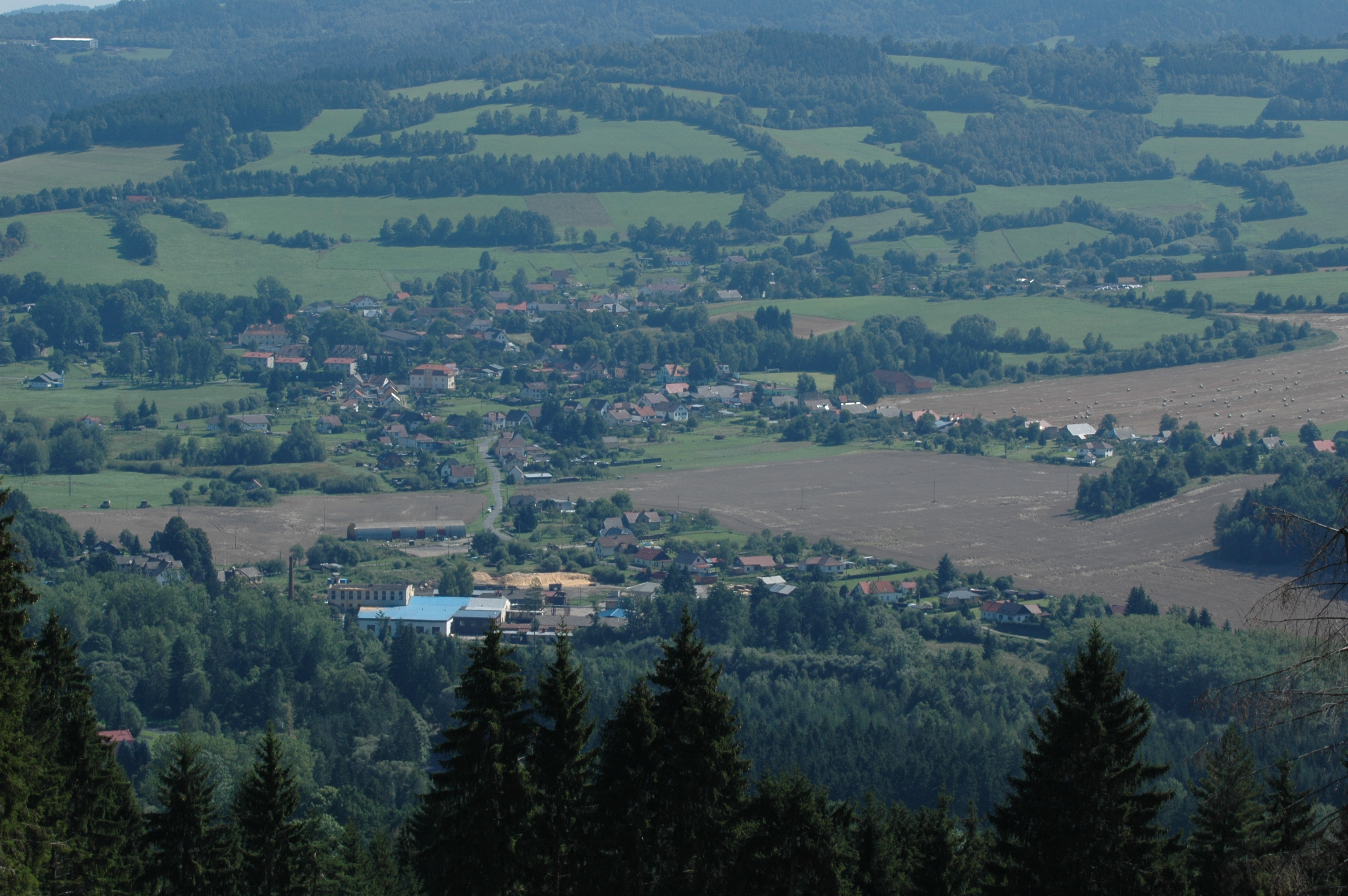
Blick auf Dlouhá Ves

Dlouhá Ves befindet sich rechtsseitig der Otava im Nordosten des Böhmerwaldes. Südöstlich erhebt sich der Slunečný vrch (699 m).
Nachbarorte sind Stráž, Červené Dvorce, Divišov und Janovice im Norden, Záluží im Nordosten, Platoř im Osten, Humpolec im Südosten, Bohdašice, Stupna, Annín, Rajsko, Nové Domky und Nové Městečko im Süden, Hartmanice, Trpěšice, Dolejší Krušec und Prostřední Krušec im Südwesten, Nuzerov im Westen sowie Chamutice und Volšovy im Nordwesten.

## Geschichte

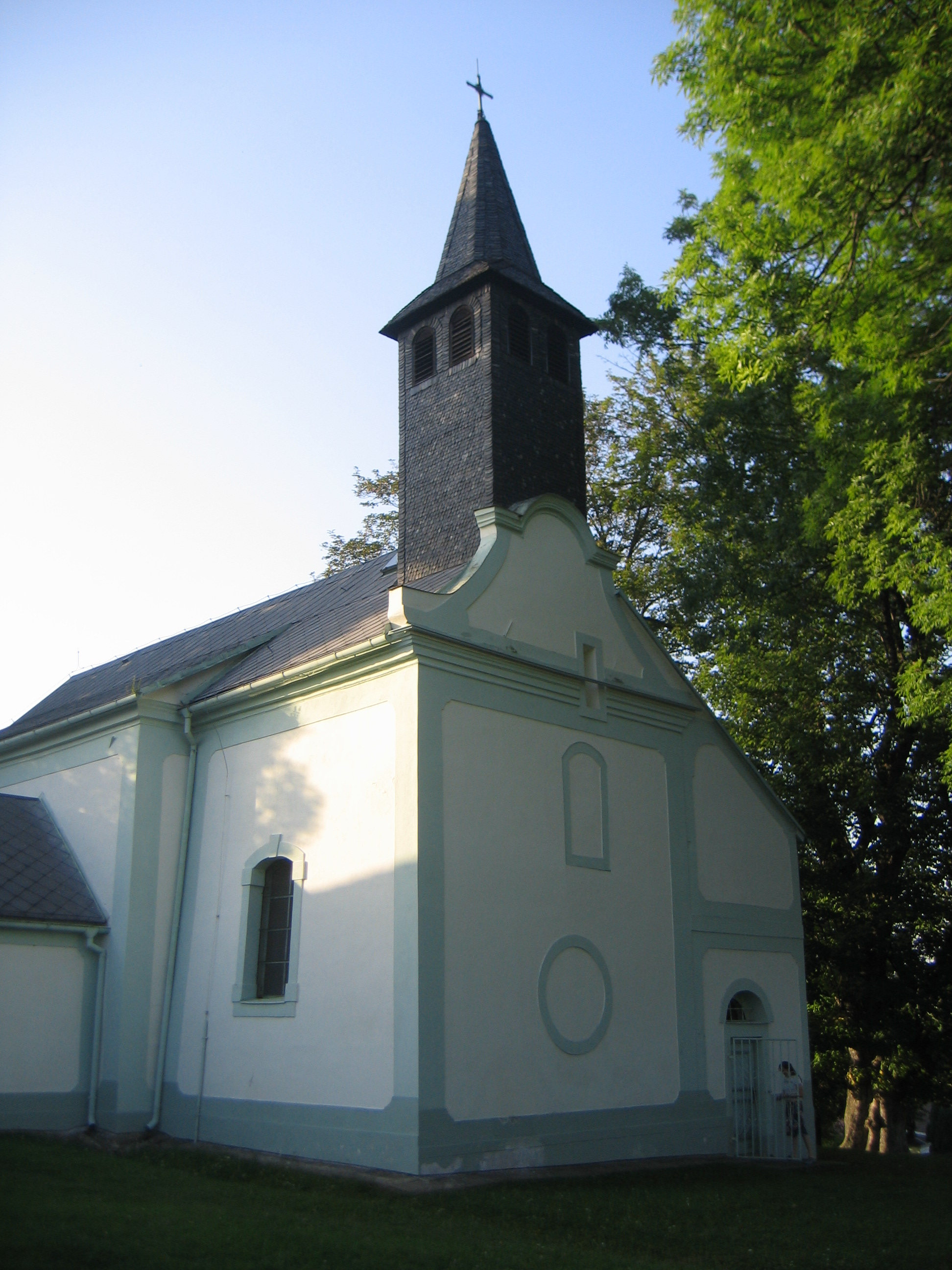
Kirche St. Philippus und Jakobus

Seit dem 13. Jahrhundert war der Ort Sitz des Vladikengeschlechts von Langendorf, das sich später in die Familienzweige Chanowsky, Dlauhowesky, Castolarsky und Woselsky von Langendorf aufspaltete. Die erste urkundliche Erwähnung des Ortes de Longa villa erfolgte 1290 als Sitz des Vladiken Blajislav; das Dorf am Goldenen Steig ist jedoch wahrscheinlich älter. Im Jahre 1318 das Gut gehörte Lipolt von Langendorf, zwei Jahre später wurde Vojsa von Langendorf als Besitzer genannt. Der letzte nachweisliche Besitzer als dem Geschlecht der Vladiken von Langendorf war zwischen 1404 und 1413 Witmar Dlauhowesky von Langendorf.
Im Jahre 1470 erwarben die Herren von Čestice das Gut und die Feste Dlouhá Ves. 1490 wurde Dlouhá Ves ein nicht erbliches Lehngut der böhmischen Krone. Um 1497 erwarb Prokop Tomek von Čejka das Gut. Jindřich Tomek von Čejka verkaufte Dlouhá Ves 1589 an Jan Čejka von Olbramovice auf Němčice. Nach dem Tode von Jans Enkel Nikolaus Dietrich Čejka von Olbramovice erwarb um 1650 Johann Kaspar Hoslauer von Hoslau das Gut Dlouhá Ves. Zwei Jahre später verkaufte er die von einem steinernen Graben mit Zugbrücke umgebene steinerne Feste Dlouhá Ves mit einem Hof und einer Brauerei sowie vier Dörfern an Isabella Margaretha Hyserle von Salhausen. Zwischen 1679 und 1687 gehörte der Rittersitz den Herren Kunasch von Machowitz, danach den Herren von Bubna und Littitz. 1694 verkaufte Innocenz von Bubna und Littitz das Gut gemeinschaftlich an Johann Schafberger von Treuberg und dessen Frau Johanna, geborene Werner von Geyersberg. Johann Georg von Schumann, der das Gut 1697 von den Eheleuten Schafberger erworben hatte, ließ die alte Feste Dlouhá Ves um 1732 zu einem Schloss umgestalten. Im Jahre 1785 veräußerte die Familie von Schumann das überschuldete Gut Langendorf an Michael von Lasar. Dieser tauschte Langendorf zwei Jahre später bei Joseph Enis von Atter und Iveaghe gegen ein anderes Gut ein. 1788 wurde in Langendorf wieder eine Lokalkirche eingerichtet. Im Jahr 1800 kaufte Joseph II. zu Schwarzenberg das Gut Langendorf gemäß einem 1787 mit dem Reichsritter Enis von Atter abgeschlossenen Vertrages und vereinigte es mit den Gütern Stubenbach und Gutwasser zur Allodialherrschaft Stubenbach und Langendorf. 1833 erbte Johann Adolf II. zu Schwarzenberg die Allodialherrschaft Stubenbach und Langendorf.
Im Jahre 1838 umfasste das Gut Langendorf eine Nutzfläche von 1462 Joch 774 Quadratklafter (8,42 km²). Die beiden Meierhöfe Langendorf und Stuppen waren emphyteutisiert. Zum Gut Langendorf gehörten die Dörfer Langendorf, Neu-Langendorf (Nová Dlouhá Ves), Budaschitz (Bohdašice) und Nuserau (Nuzerov). Auf dem Gebiet des Gutes Langendorf lebten 720 deutschsprachige Personen, darunter 35 jüdische Familien mit 185 Personen. Die Haupterwerbsquelle bildeten die Viehzucht und der Ackerbau sowie die Tagelöhnerei bei der fürstlichen Schwemmanstalt.
Der Ort Langendorf bzw. Alt-Langendorf/ Dlauhowes bestand zu dieser Zeit aus 82 Häusern mit 344 Einwohnern. Unter herrschaftlichem Patronat standen die Lokalkirche St. Philippus und Jakobus sowie die Schule. Im Ort gab es ein herrschaftliches Schloss mit Schlosskapelle und Garten, das den Amtssitz der vereinigten Güter bildete, ein Bräuhaus, ein Branntweinhaus, zwei Wirtshäuser sowie einen teils verpachteten, teils emphyteutisierten Meierhof. Zu Langendorf waren die aus fünf Dominikalhäusern, zwei Mühlen, einer Brettsäge und einer Hammerschmiede bestehende Ortschaft Braunau (Braunov) sowie die Einschichten Hasenöd und Fischerhaus konskribiert. Langendorf war Pfarrort für Neu-Langendorf, Budaschitz, Plattdorn (Platoř) und Janowitz (Janovice). Bis zur Mitte des 19. Jahrhunderts bildete Langendorf das Amtsdorf der Allodialherrschaft Stubenbach und Langendorf.
Nach der Aufhebung der Patrimonialherrschaften wurde Langendorf 1848 zur selbständigen Gemeinde. Das Gut Langendorf verblieb bis 1930 im Besitz des Fürstenhauses Schwarzenberg. Im Jahre 1930 lebten in Langendorf 2010 Personen. 1938 fiel Langendorf durch das Münchner Abkommen an das Deutsche Reich; die tschechische Minderheit wurde vertrieben, die jüdische Gemeinde hörte auf zu existieren.
Der Ortsteil Brabschow wurde von Schüttenhofen nach Langendorf umgemeindet. 1939 hatte die Gemeinde 2025 Einwohner. Bis 1945 gehörte das Dorf zum Landkreis Bergreichenstein. Nach dem Zweiten Weltkrieg verlor die Gemeinde fast alle ihrer 2000 zumeist deutschsprachigen Einwohner. Während der Vertreibung bestand in Dlouhá Ves ein Sammellager, von dem aus bis Oktober 1946 ein Großteil der Bevölkerung des mittleren Böhmerwalds mit der Eisenbahn nach Deutschland deportiert wurde. Das Vermögen der vertriebenen Bewohner wurde durch das Beneš-Dekret Nr. 108 konfisziert und die katholische Ortskirche in der Tschechoslowakei enteignet. Das nach dem Zweiten Weltkrieg verwahrloste Schloss Dlouhá Ves brannte 1948 aus und wurde im Jahr darauf abgerissen. In den 1960er Jahren wurde der 1718 erbaute barocke Speicher abgebrochen. Zu Beginn der 1980er Jahre erfolgte der Abbruch der aus dem Jahre 1732 stammenden Schlosskapelle zum hl. Kreuz; damit ging auch der letzte Teil des Schlossensembles verloren.

## Gemeindegliederung
Die Gemeinde Dlouhá Ves besteht aus den Ortsteilen Annín (Annathal), Bohdašice (Budaschitz), Dlouhá Ves (Langendorf), Janovice (Janowitz), Nové Městečko (Neustadtl), Platoř (Plattorn) und Rajsko (Roisko). Grundsiedlungseinheiten sind Annín, Bohdašice, Dlouhá Ves, Janovice, Nové Městečko und Platoř.
Zu Dlouhá Ves gehören außerdem die Ortslagen Nová Dlouhá Ves (Neulangendorf) und Stará Dlouhá Ves (Altlangendorf), die Ansiedlungen Braunov (Braunau), Mouřenec, auch Mouřenín (Maurenzen) und Nyklův Mlýn (Niklmühl) sowie die Einschichten Bohdašický Mlýn (Budaschitzer Mühle), Nové Domky (Neuhäuser) und Stupna (Stuppen).
Das Gemeindegebiet gliedert sich in die Katastralbezirke Bohdašice, Dlouhá Ves u Sušice, Janovice u Sušice, Nové Městečko und Platoř.

## Sehenswürdigkeiten

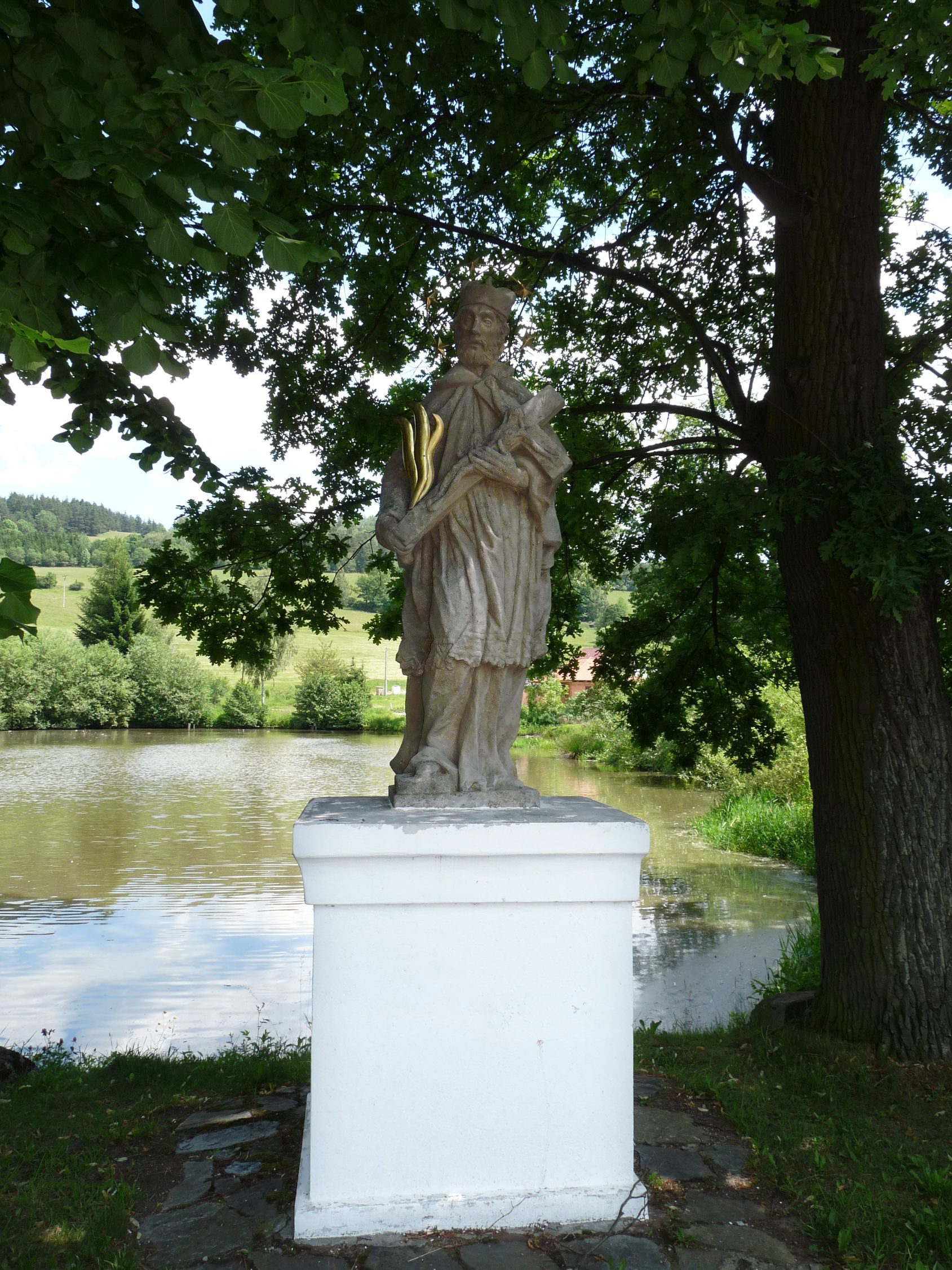
Statue des hl. Johannes von Nepomuk

- Kirche St. Philippus und Jakobus, erbaut im 14. Jahrhundert als Pfarrkirche. Nach dem Erlöschen der Pfarrei Dlouhá Ves wurde die Kirche der Pfarrei Sušice als Filiale zugeordnet. Um 1710 wurde die Kirche durch die Familie von Schumann barock umgestaltet. Im Jahre 1788 wurde sie zur Lokalkirche erhoben.
- Wehrkirche Sankt Maurenzen
- Jüdischer Friedhof, angelegt in der ersten Hälfte des 18. Jahrhunderts, 1939 teilweise verwüstet
- Statue des hl. Johannes von Nepomuk
- Bunkerlinie des Tschechoslowakischen Walls, südlich des Ortes
- Grabkapelle der Familie Schmid und Glashütte Annathal in Annín

## Söhne und Töchter
- Karl Schell (1892–1945), Unternehmer
- Alfred Rauhaus (* 1945), deutscher Theologe, Autor und Liederdichter